# Phthorarcha zabolne
Phthorarcha zabolne là một loài bướm đêm trong họ Geometridae.